# Хрущобруд
Хрущобруд (пол. Chruszczobród) — остановочный пункт железной дороги (платформа) в селе Хрущобруд в гмине Лазы, в Силезском воеводстве Польши. Имеет 1 платформу и 2 пути.
Остановочный пункт на железнодорожной линии Варшава — Катовице, построен в 1951 году.